# Сант-Эусторджо
Базилика Сант-Эусторджо, Базилика Святого Евсторгия (итал. Basilica di Sant'Eustorgio) — католическая базилика, расположенная на одноименной площади в Милане, недалеко от ворот Порта Тичинезе. Храм в романском стиле был построен в XI—XII веках (впоследствии перестроен), в XIV—XV веках к базилике были пристроены многочисленные ренессансные капеллы. На протяжении веков церковь была местом паломничества к хранившимся здесь мощам, которые, как считается, принадлежали Трём царям, принесшим дары родившемуся в Вифлееме Иисусу Христу. Это одна из раннехристианских базилик Милана в период, когда город Медиолан был столицей Западной Римской империи (с 286 по 402 год). Произведения искусства, хранящиеся в храме, имеют особую историческую и художественную ценность.

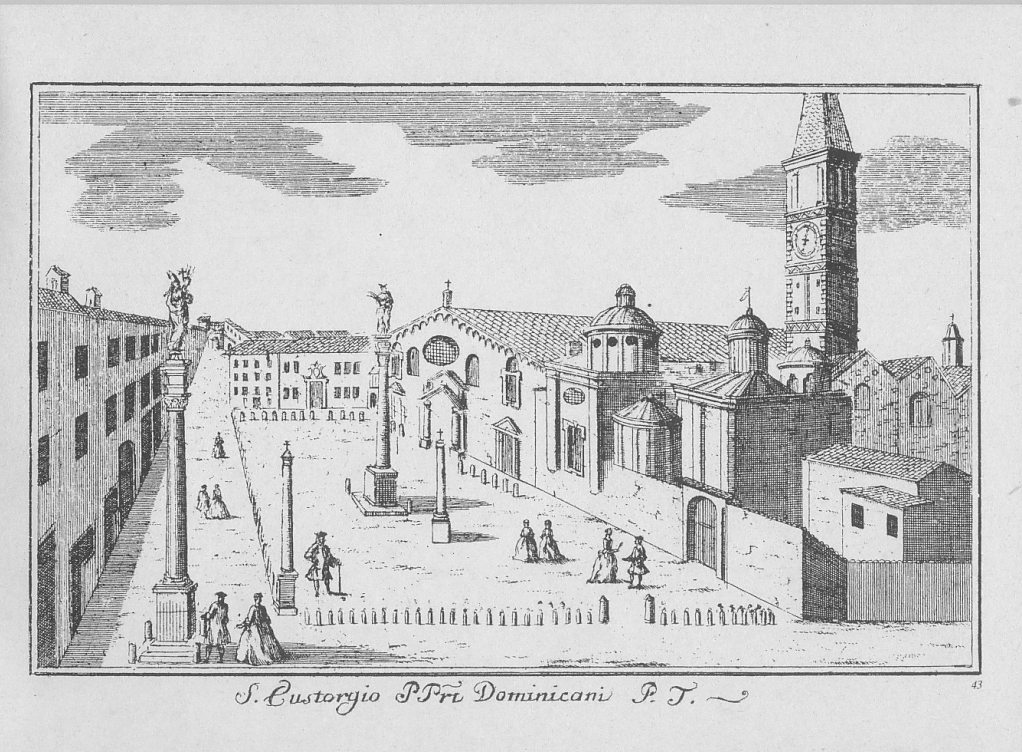
Вид Милана с церковью Сант-Эусторджо. Гравюра 1745 г.

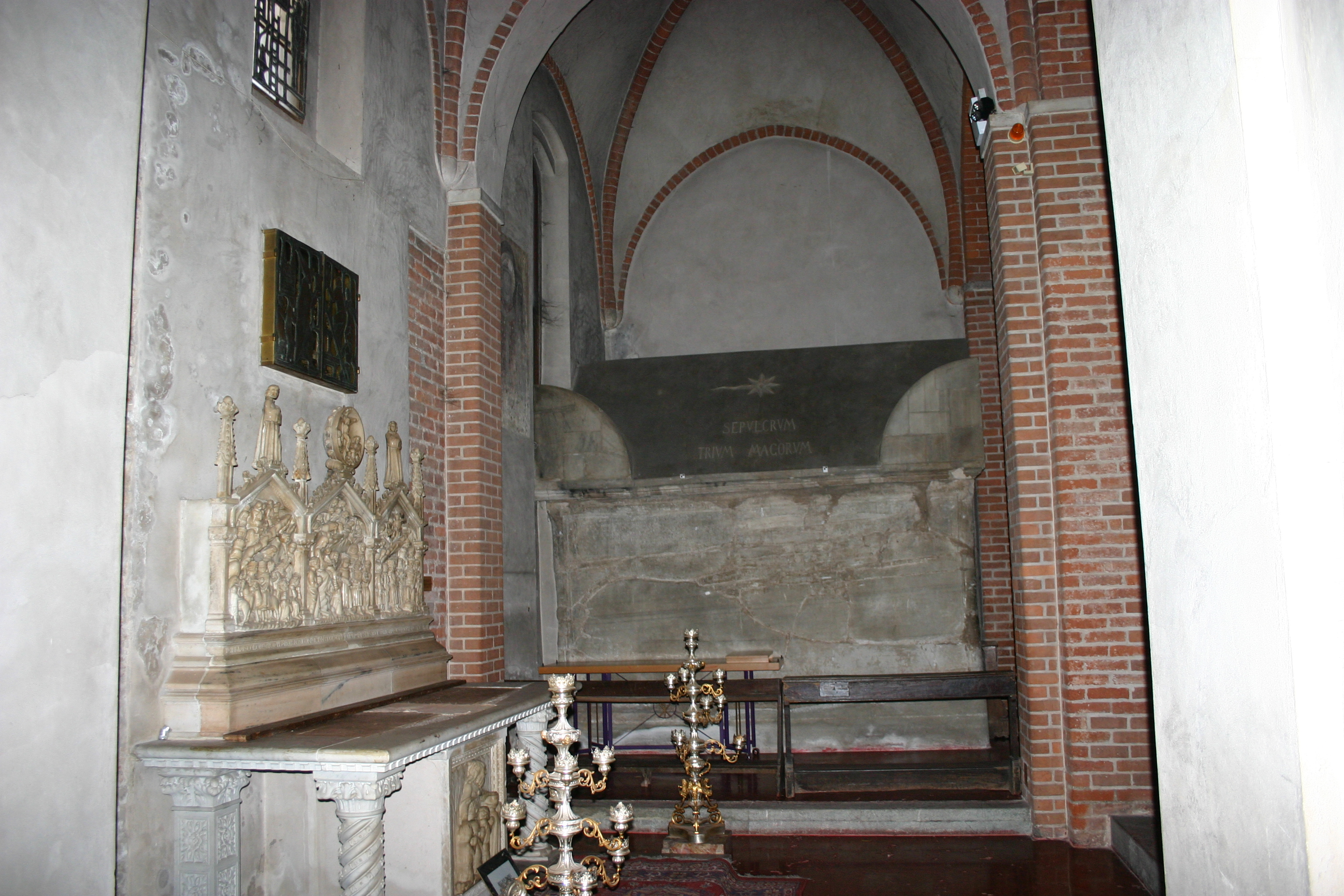
Капелла трёх царей

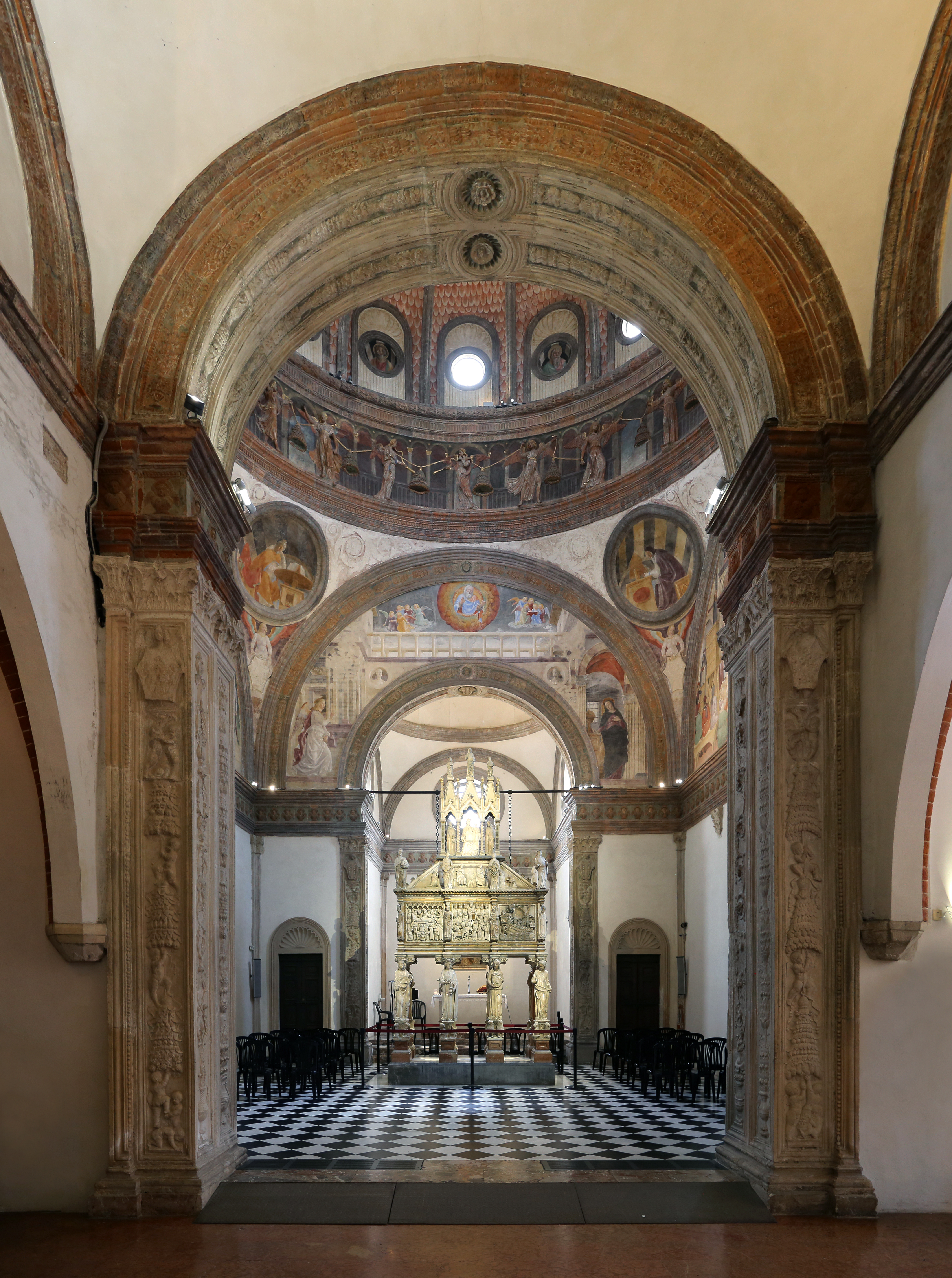
Капелла Портинари

Первая церковь на этом месте была построена в IV веке, вероятно, около 344 года. Имела название «Базилика трёх волхвов» (лат. Вasilica trium magorum). Затем была посвящена Евсторгию Медиоланскому Первому, миланскому епископу (343—349), который, по преданию, перенёс мощи трёх царей (волхвов) из Константинополя в Милан.

## Легенда
В 1764 году под базиликой было обнаружено христианское захоронение, содержащее монеты времени императора Константа (правил в 337—350 гг.), сына Константина Великого. Согласно легенде, церковь получила в подарок непосредственно от императора Константа огромный каменный саркофаг с мощами волхвов, происходящих из собора Святой Софии в Константинополе (где они были захоронены несколькими десятилетиями ранее императрицей Святой Еленой, обнаружившей их во время своего паломничества в Святую Землю). Согласно легенде, миланский епископ Евсторгий сам доставил мощи на повозке, которая неожиданно остановилась у ворот города, так как волы, тянущие за собой огромный вес, в какой-то момент рухнули от усталости. Епископ истолковал это как волю самих мощей, чтобы остаться в этом месте, но не быть захороненными в базилике Санта-Текла, как это было изначально предусмотрено. Поэтому за городскими стенами было устроено новое место поклонения, а затем построена церковь, которая позднее была названа в честь епископа: Сант-Эусторджо. Сам же епископ завещал похоронить себя в этой церкви рядом с мощами волхвов.

## История строительства
В XI веке церковь была полностью перестроена в романском стиле. В 1162 году после разграбления Милана войсками императора Фридриха Барбароссы под командованием имперского канцлера Райнальдо ди Дасселя, мощи трёх царей по приказу императора были перенесены в Кёльн, где и пребывают по сей день в Кёльнском соборе. В базилике Сант-Эусторджо остался большой саркофаг, на крышке которого вырезаны звезда и надпись XVIII века «Sepulcrum trium Magorum» (Гробница Трёх волхвов); кроме того, по традиции, в Милане на праздник Крещения возле саркофага выставляется медаль, якобы сделанная из части золота, подаренного волхвами младенцу Иисусу.
В последующие века миланцы тщетно пытались добиться реституции украденных у них реликвий; только в 1904 году, благодаря вмешательству кардинала Андреа Карло Феррари, их небольшая часть вернулась в базилику, и они до сих пор хранятся в футляре над алтарем Капеллы волхвов возле «Саркофага волхвов». В память об утраченных святынях колокольня базилики, вместо навершего креста, увенчана восьмиконечной звездой.
В XIII веке базилика стала главным храмом миланских доминиканцев, первые братья были направлены сюда в 1219 году самим святым Домиником. В 1227 году Сант-Эусторджо официально передана Ордену проповедников. Доминиканцы провели большую работу по восстановлению и расширению церкви. В XIV—XV веках с правой стороны от главного нефа к церкви были пристроены многочисленные капеллы знатных итальянских семейств, некоторые из которых признаны шедеврами ренессансного искусства.

## Архитектура
Современный фасад базилики, чей первоначальный проект восходит к XII веку, является результатом реставрации в неороманском стиле, проведённой инженером Джованни Брокка в период с мая 1864 по август 1865 года. От романской церкви XI—XII веков в оригинальном виде сохранилась только апсида. Фрагменты фундамента раннехристианской церкви IV века были обнаружены при раскопках в крипте. В правом трансепте базилики находится древнеримский саркофаг, в котором, согласно преданию, находились останки трёх волхвов.
Колокольня 75 м высотой, расположенная позади церкви, была построена между 1297 и 1309 годами в типичном ломбардском стиле из кирпича и каменных блоков. Она имеет характерное для романской эпохи шатровое покрытие и шесть колоколов. На вершине вместо обычного креста изображена восьмиконечная звезда, символ звезды, которая привела волхвов в Вифлеем. На колокольне были установлены первые общественные часы в Италии.

## Интерьер
Церковь имеет три нефа, центральный длиной 70 метров, он перекрыт цилиндрическим сводом. Общая ширина храма (исключая капеллы) составляет 24 метра. Семь пар опор с чередующимися полуколоннами и пилястрами поддерживают арки, разделяющие центральный и боковые нефы
Главный алтарь (Altare maggiore) представляет собой внушительный мраморный полиптих. Рельефы полиптиха со сценой Распятия в центре неизвестного венецианского художника раскрывают эпизоды Страстного цикла и называются «Анконой Страстей»  (итал. Ancona della Passione; итал. ancona — священное изображение, икона). Композиция заказана в конце четырнадцатого века миланским герцогом Джан Галеаццо Висконти и создана несколькими скульпторами, включая Якопино да Традате.
Под алтарём находятся мощи святого Евсторгия. В правом трансепте находится древний саркофаг Tрёх царей, в котором ныне хранится лишь небольшой фрагмент мощей, возвращённый из Кёльна. Алтарь правого трансепта также представляет собой мраморный полиптих, он схож с главным, хотя существенно меньше по размерам.
«Церковь содержит под своими сводами такое количество произведений искусства, что ей можно считать музеем. Это многочисленные скульптуры, рельефы, фрески». Основной интерес в церкви Сант-Эусторджо представляют ренессансные капеллы. Наиболее известные из них:
- Капелла Портинари (за апсидой) — 1468 год, выдающийся образец искусства эпохи Возрождения в Ломбардии с фресками Винченцо Фоппы. Строительство капеллы было начато в 1462 году по распоряжению Пиджелло Портинари и закончено в год его смерти (1468). Там же находится его монументальная гробница, автором которoй в некоторых источниках называется Джованни ди Бальдуччо, ученик Джованни Пизано, в других — Гвинифорте Солари.

В центре капеллы высится необычное архитектоническое сооружение — Арка Сан-Пьетро-Мартире (l’Arca di San Pietro Martire), построеннoe в честь Святого Петра Мученика, доминиканского проповедника, убитого еретиком в 1252 году. Сооружение, в котором находятся останки святого, в виде саркофага с готическим навершием и скульптурами поддерживается подобием кариатид, восемью аллегорическими фигурами представляющими основные добродетели (спереди слева направо: Справедливость, Умеренность, Стойкость, Благоразумие) и богословские добродетели (на оборотной стороне слева направо: Послушание, Надежда, Вера, Милосердие). Над ними панели, окружающие саркофаг, представляют сцены из жизни святого. Монумент создан в 1336—1339 годах Джованни ди Бальдуччо. Авторство произведения подтверждается размещённой на саркофаге надписью: «MAGISTER IOANNES BALDUCII DE PISIS SCULPSIT HANC ARCAM ANNO DOMINI MCCCXXXVIIII» (Мастер Джованни ди Бальдуччо да Пиза изваял этот ковчег в год Господень 1339).
- Капелла Бривио (первая от входа), построенная в 1484 году семьей Бривио, к которой принадлежали важные феодалы и магистраты двора герцога Лодовико Сфорца иль Моро. В капелле находится полиптих XV века, работа Амброджо да Фоссано (Бергоньоне), на котором изображена Мадонна с Младенцем между апостолом Иаковом и епископом святым Энрико. У левой стены находится надгробный памятник Джакомо Стефано Бривио. Памятник был заказан его сыном Джованни Франческо Бривио скульптору Франческо Каццанига и завершён после смерти последнего (1486) его братом Томмазо Каццанига и Бенедетто Бриоско, работавшими в те же годы в Чертоза-ди-Павия.

- Капелла Висконти, или Капелла Сан-Томмазо (четвёртая от входа), в которой находятся фрески XIV века школы Джотто, мраморные надгробия членов семьи, распятие XIII века анонимного венецианского мастера. У алтаря запрестольный образ со святым Фомой (Сан-Томмазо) перед Распятием неизвестного живописца школы Камилло Прокаччини. На своде имеются фрески с изображением четырёх евангелистов, на левой стене фреска Триумф Сан-Томмазо и надгробный памятник Стефано и Валентины Висконти, работа мастеров из Кампионе.

В церкви имеются также капеллы Розария, Торриани, или Сан-Мартино, Сан-Винченцо Феррер, Капелла волхвов, Святого Павла и Святого Франциска.

## Галерея

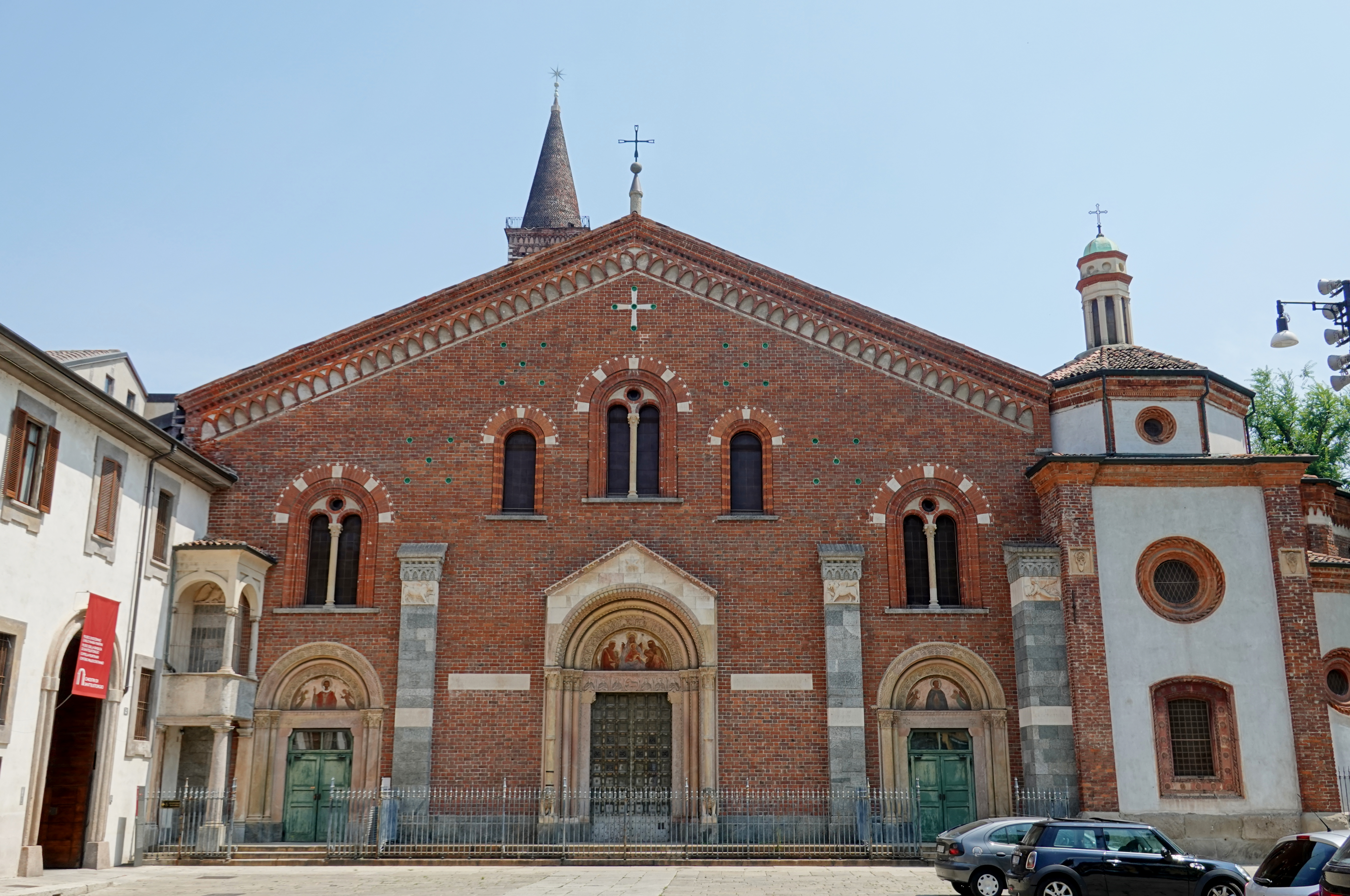
Фасад церкви
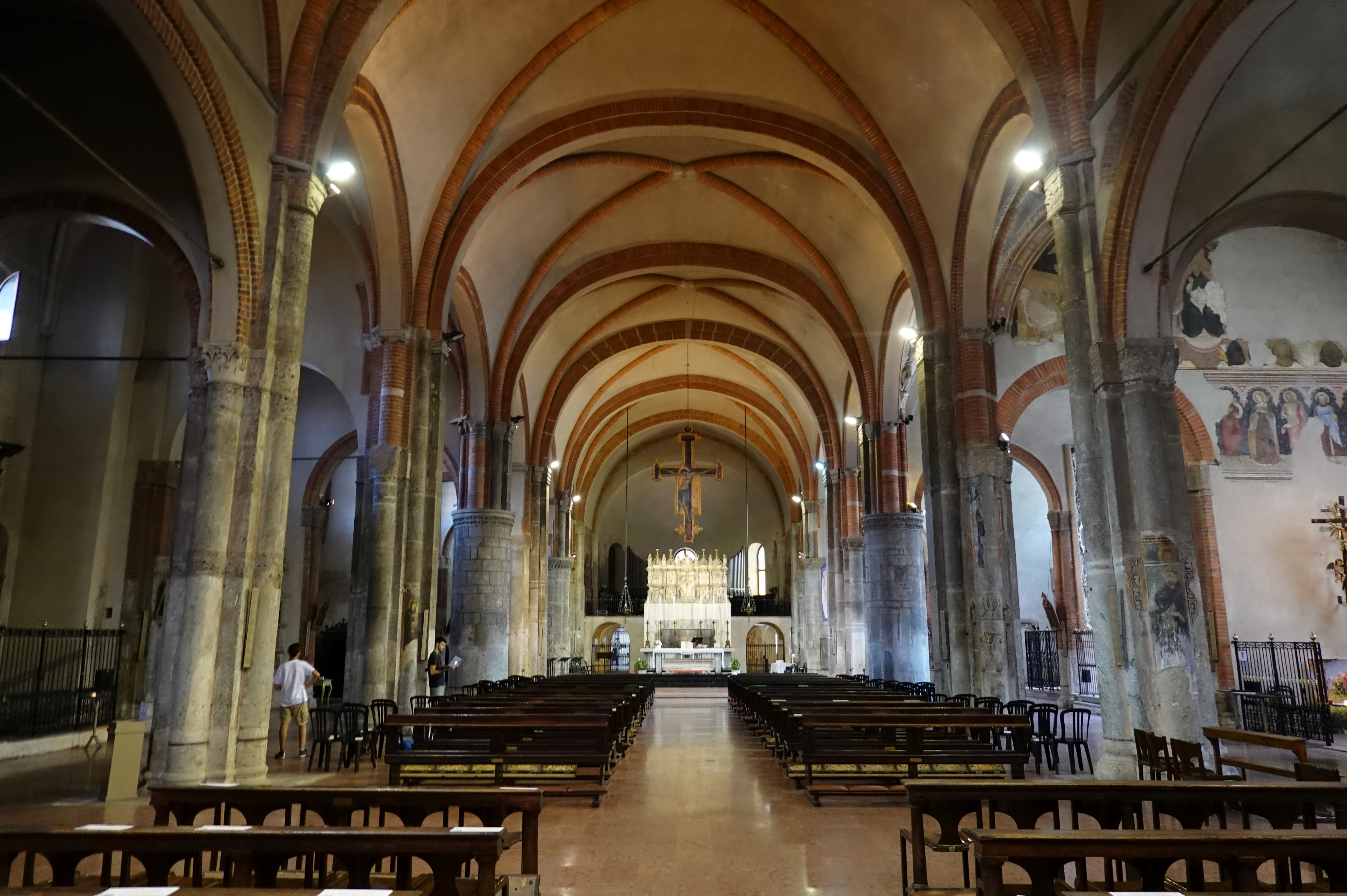
Интерьер главного нефа
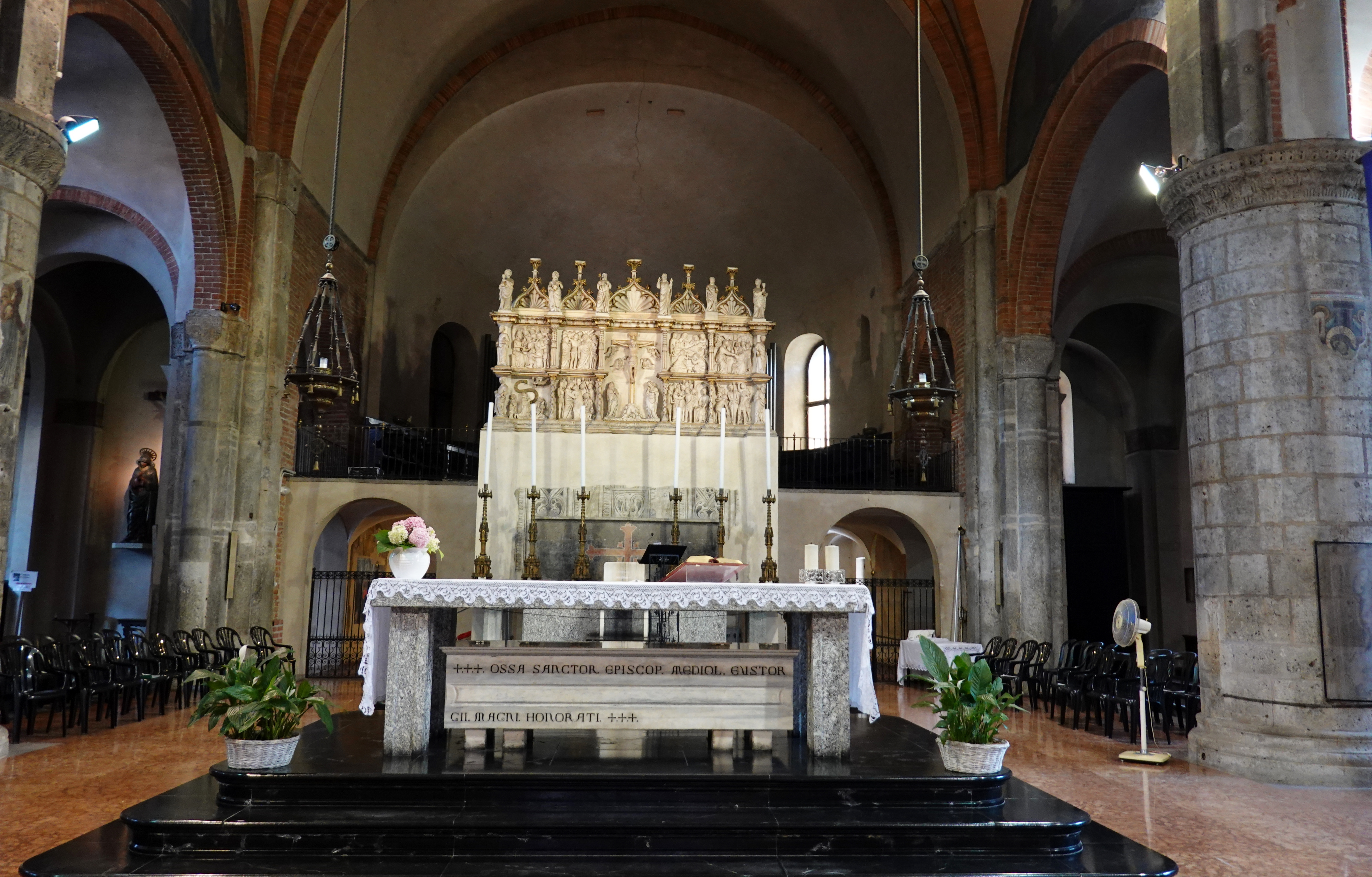
Главный алтарь: «Анкона Страстей». 1395—1402
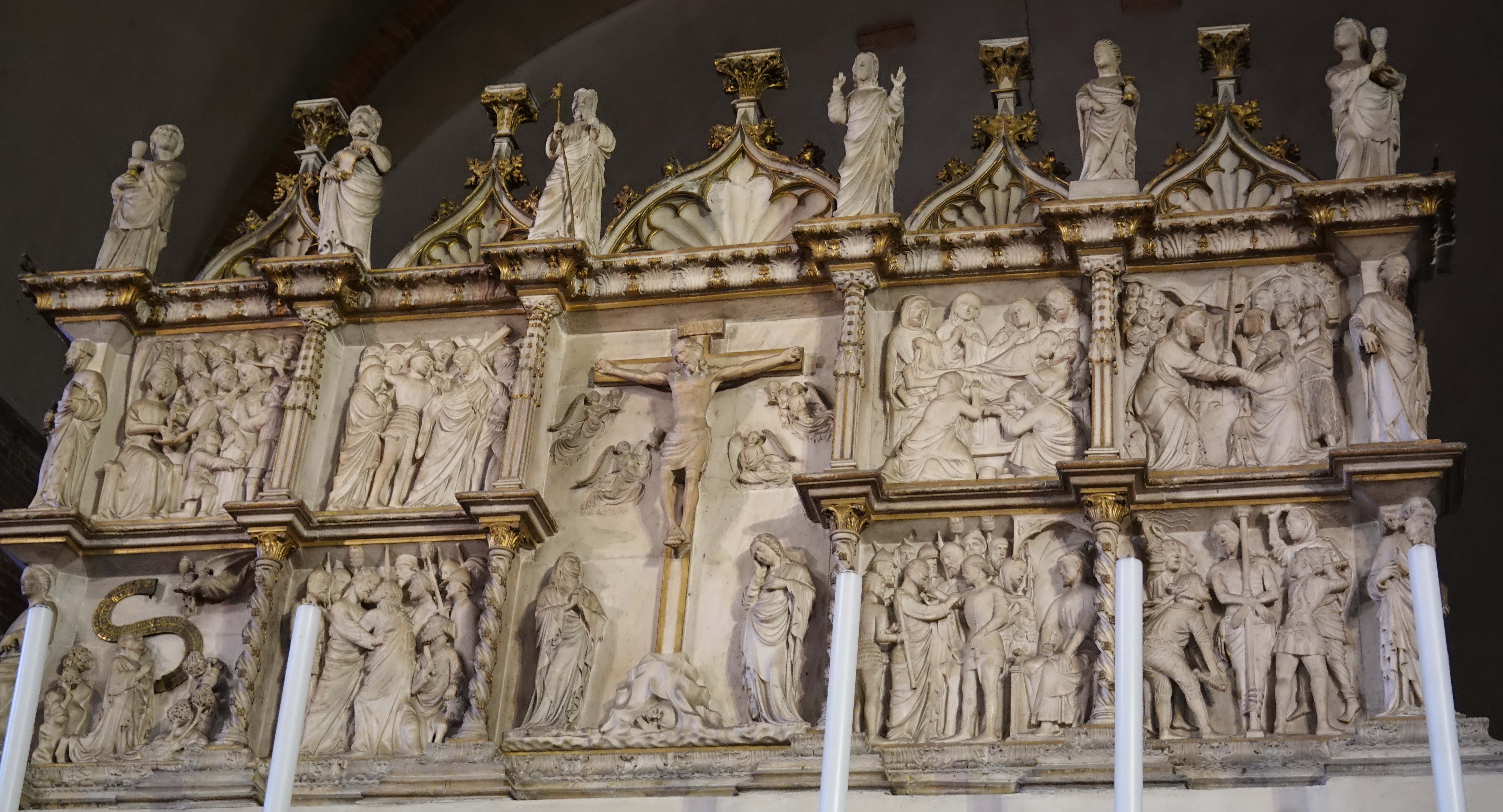
Главный алтарь. Деталь
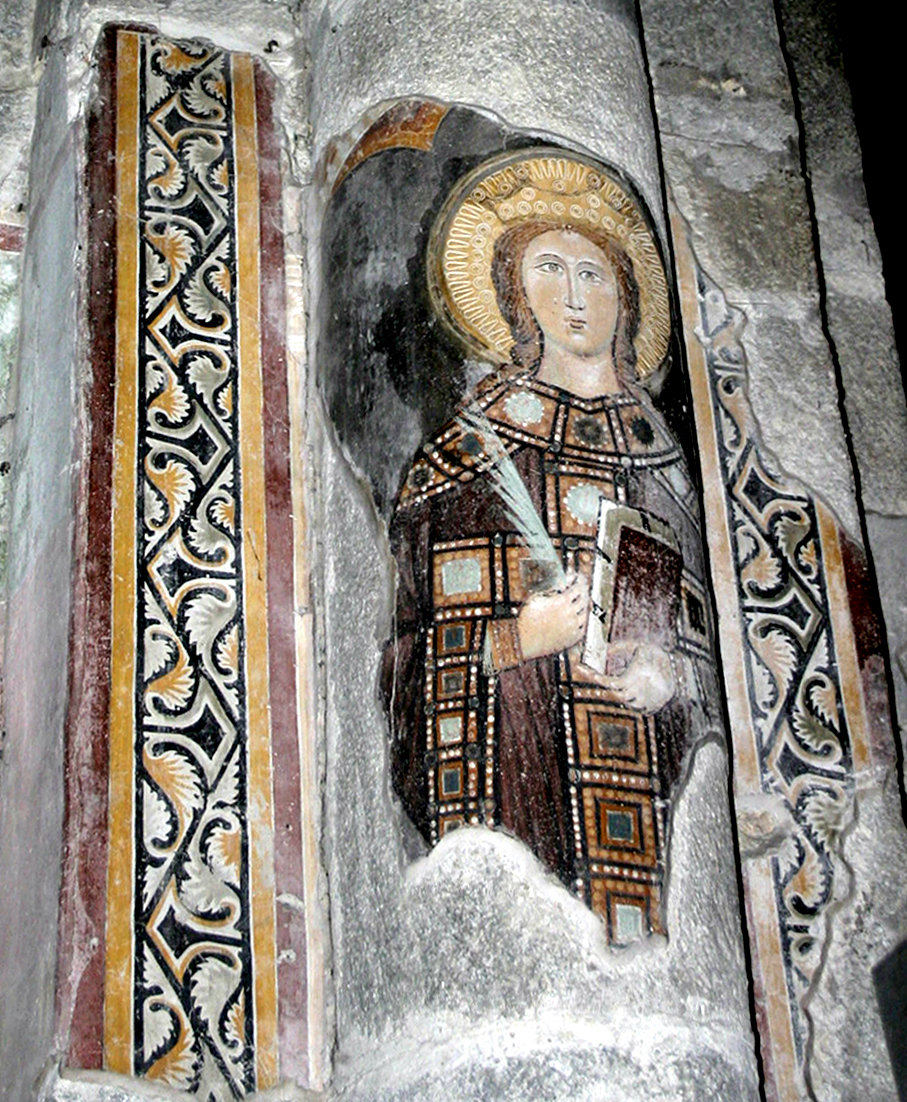
Фреска пилястры
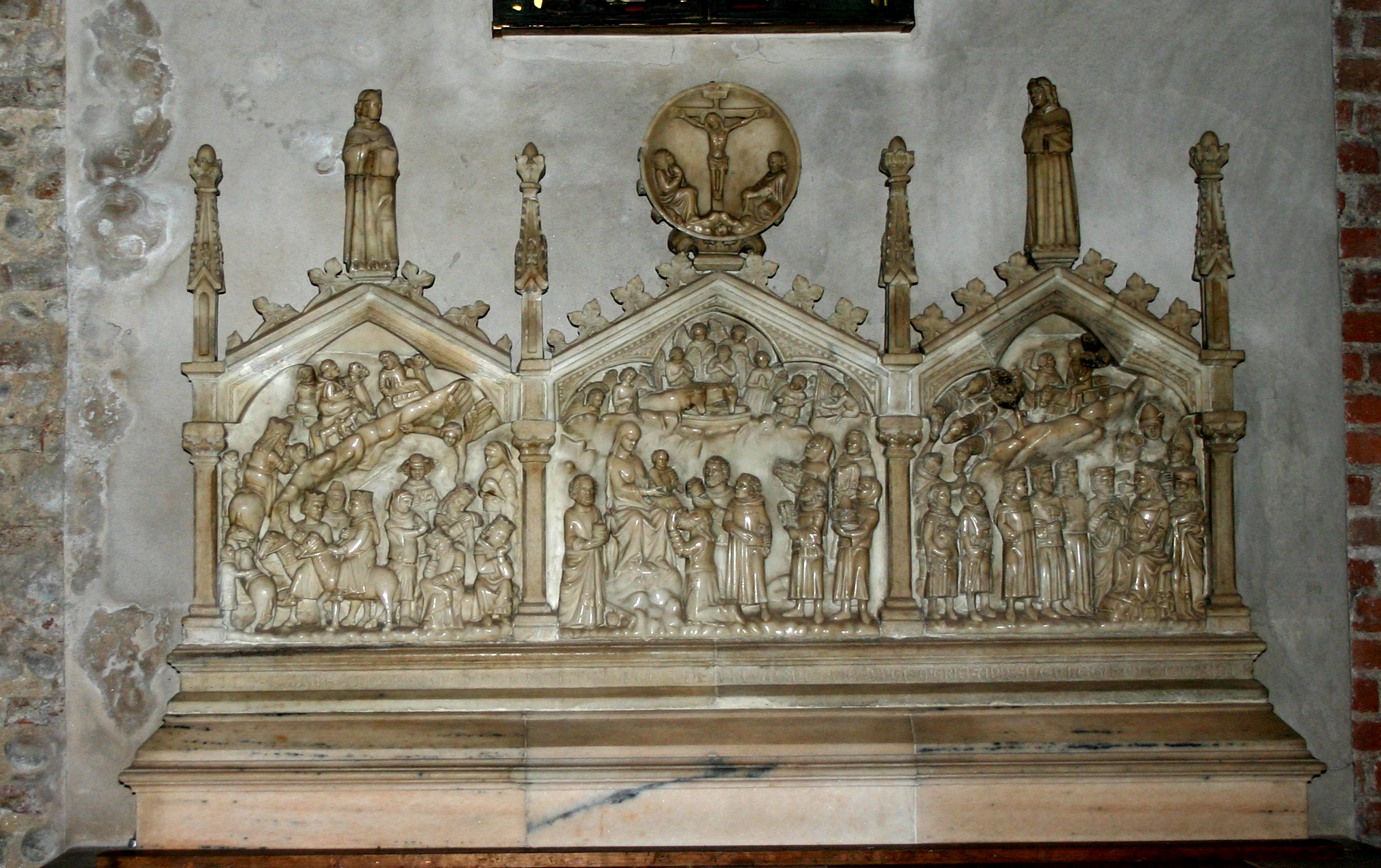
Поклонение волхвов. Полиптих. Капелла трёх волхвов
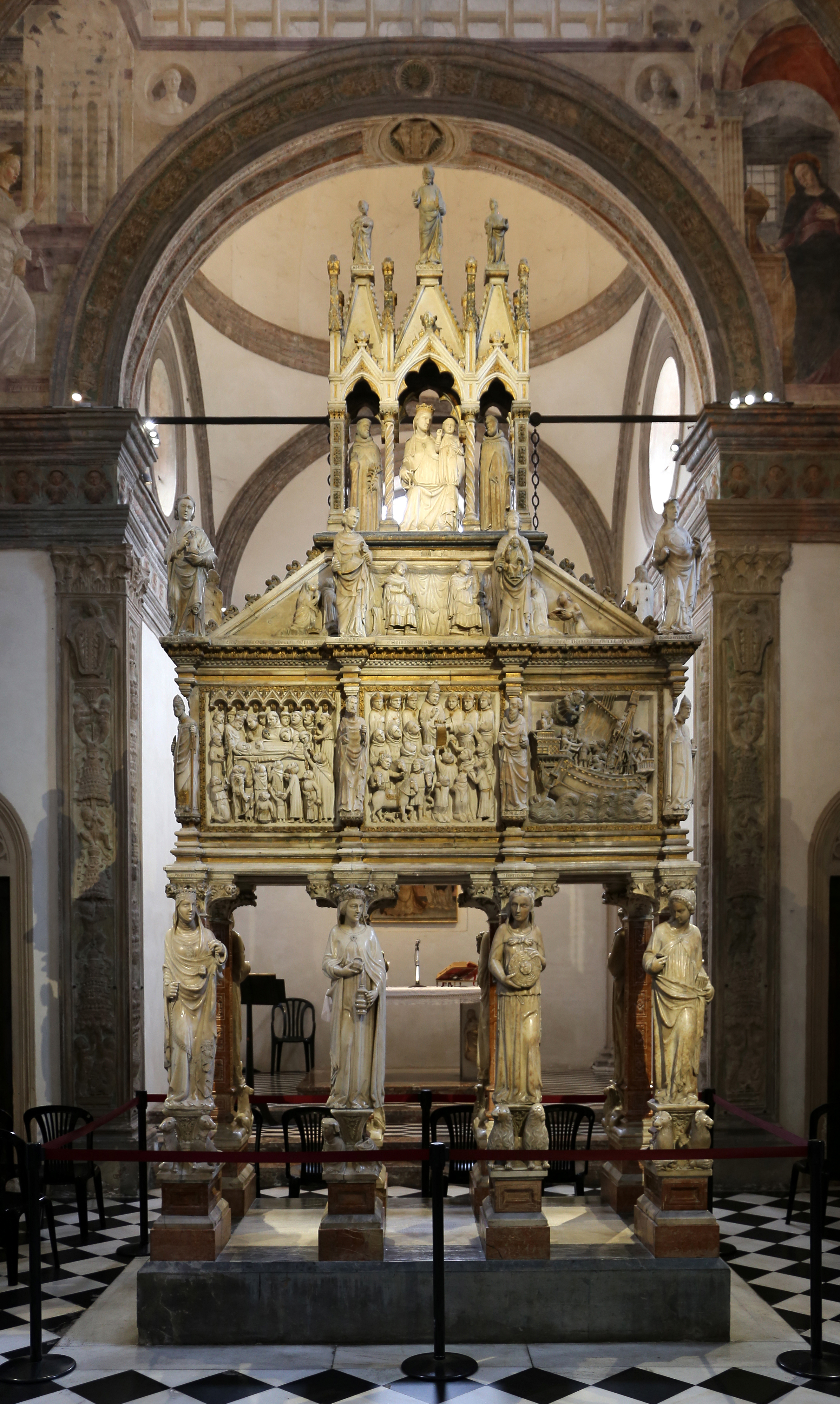
Арка Сан-Пьетро-Мартире (Гробница Петра-Мученика). 1336—1339. Капелла Портинари
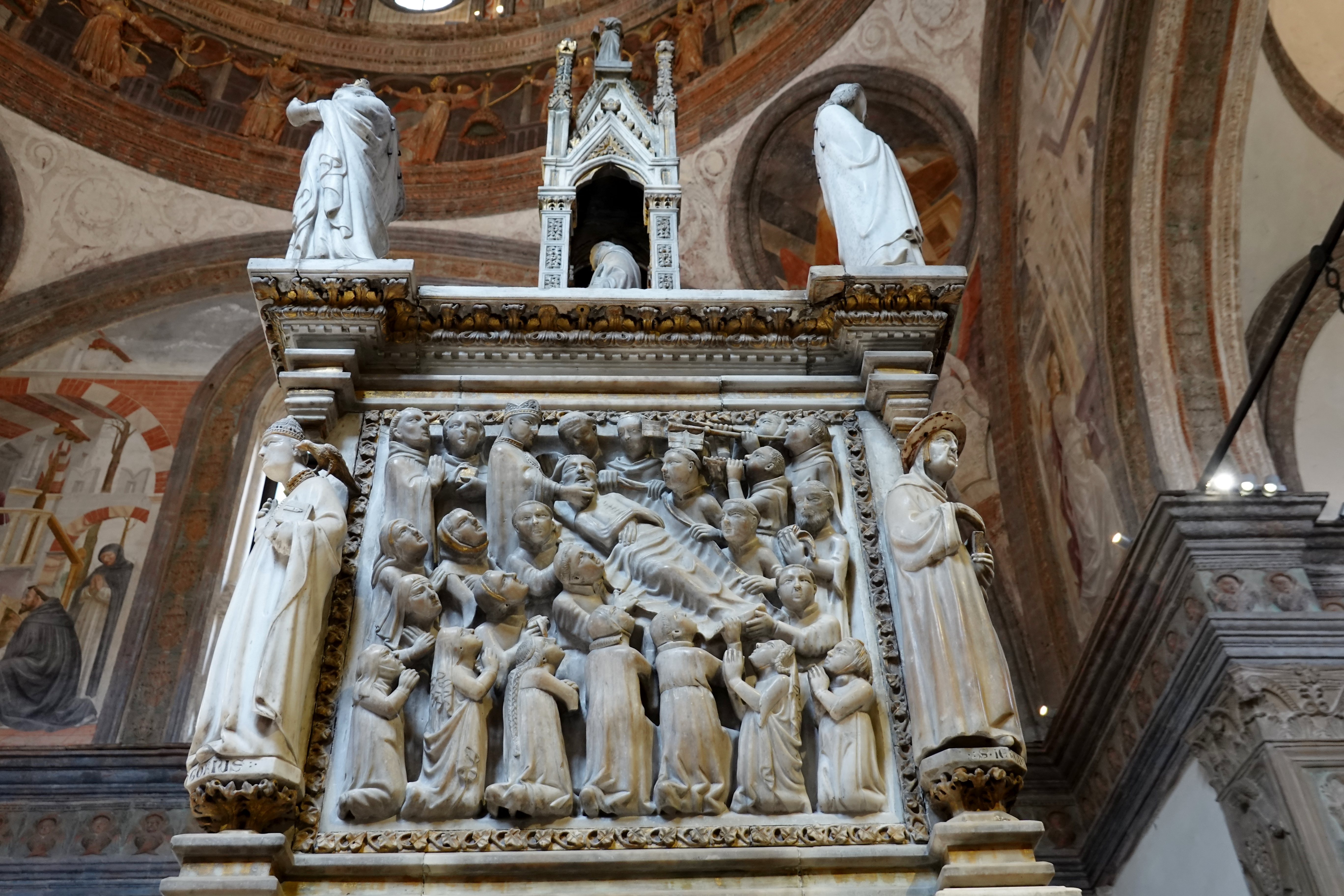
Гробница Петра-Мученика. Деталь
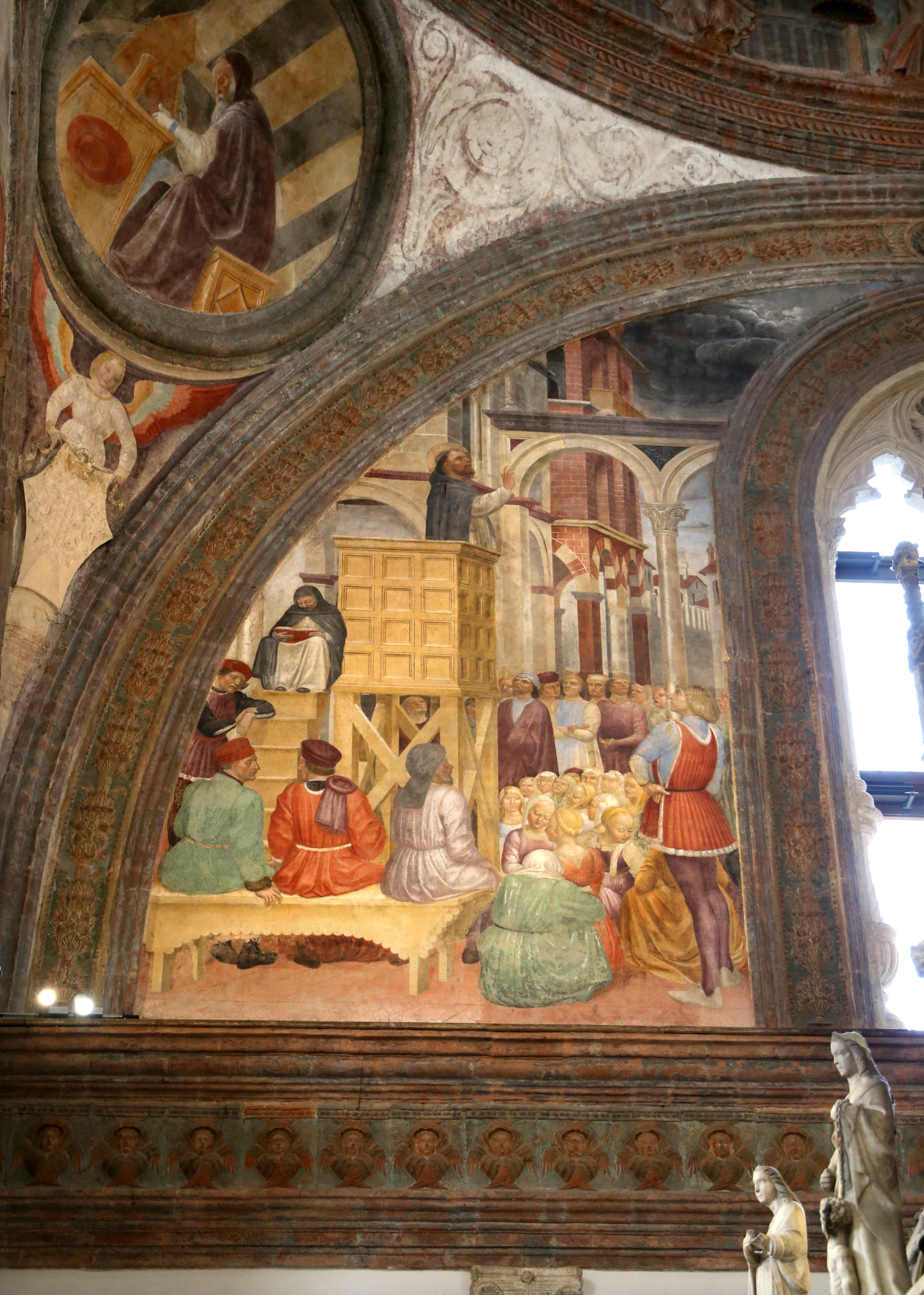
В. Фоппа. История Пьетро да Верона. 1464—1468. Фреска. Капелла Портинари
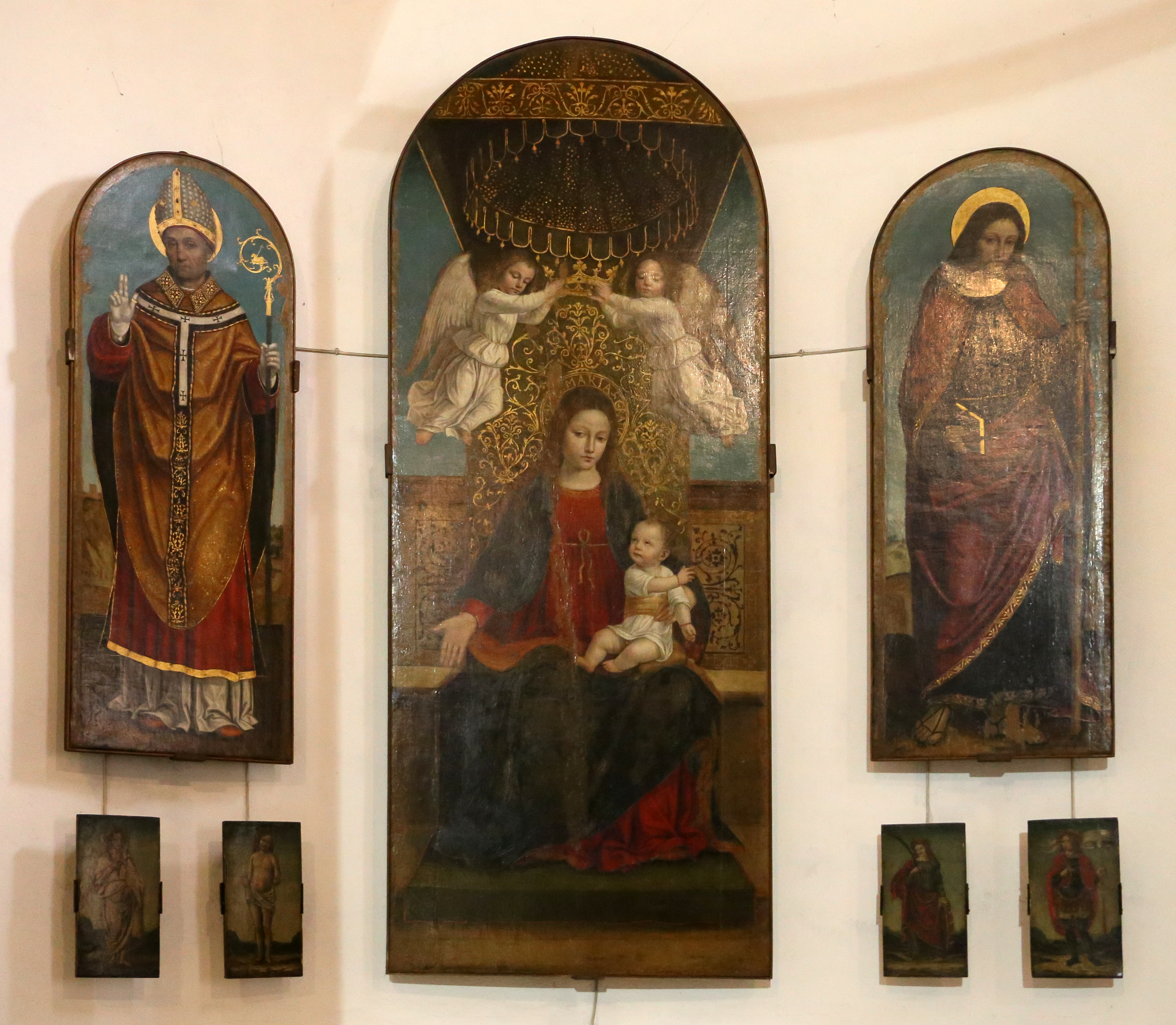
Полиптих Бергоньоне. Мадонна с Младенцем между Св. Иаковом и епископом Энрико. Капелла Бривио
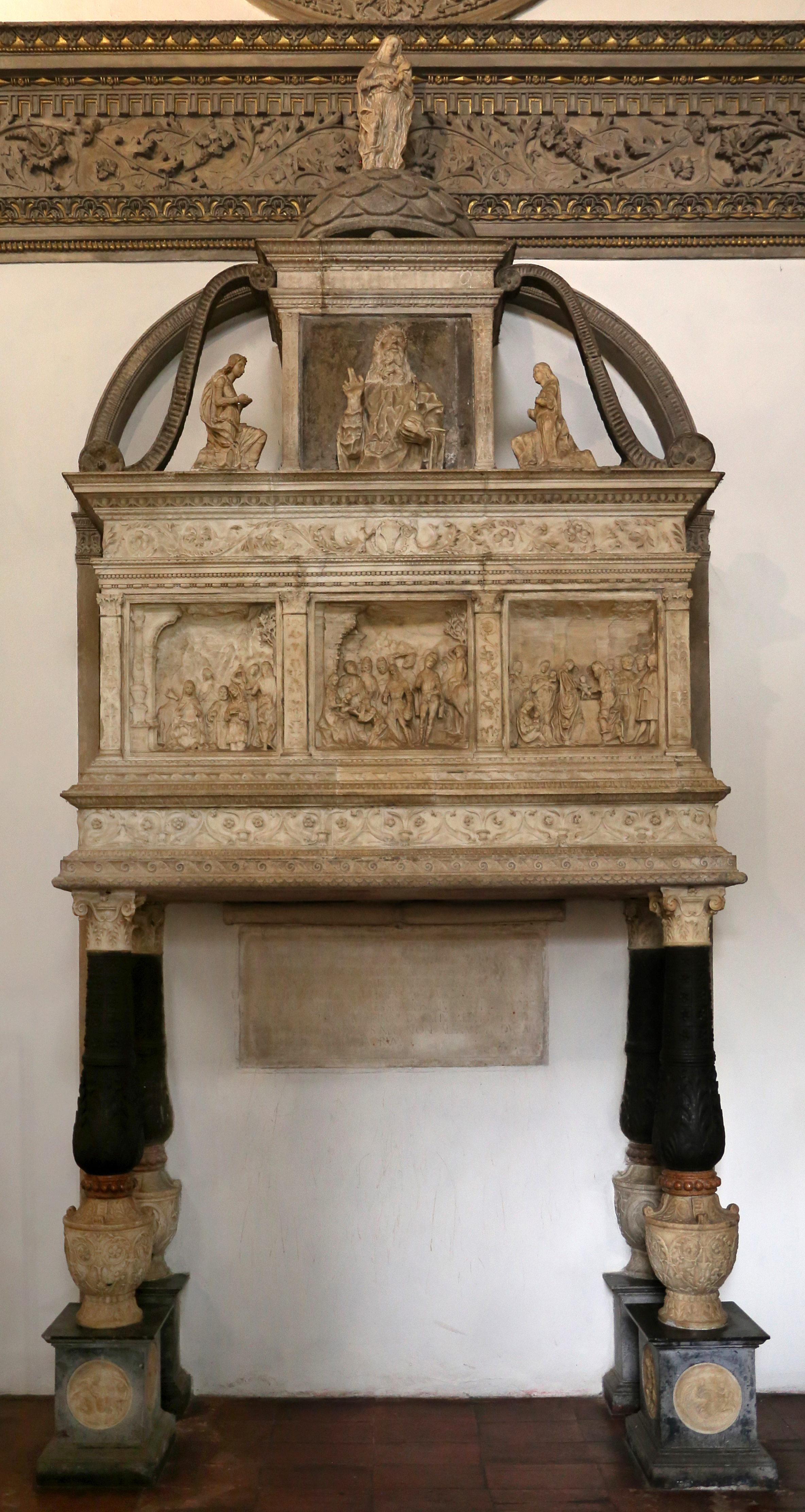
Надгробие Дж. С. Бривио
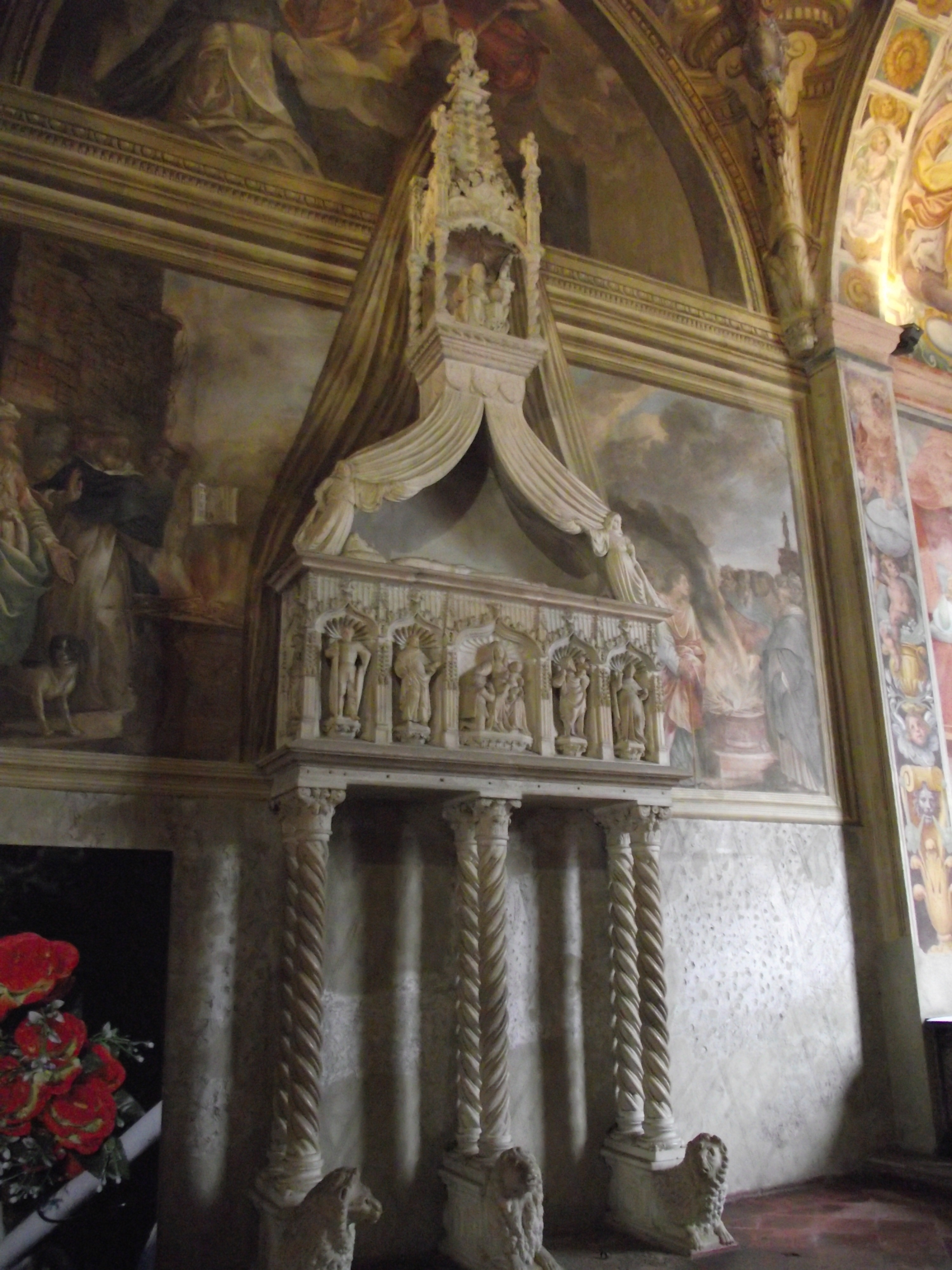
Надгробие Пьетро Торелли. Якопино да Традате. Капелла Торелли
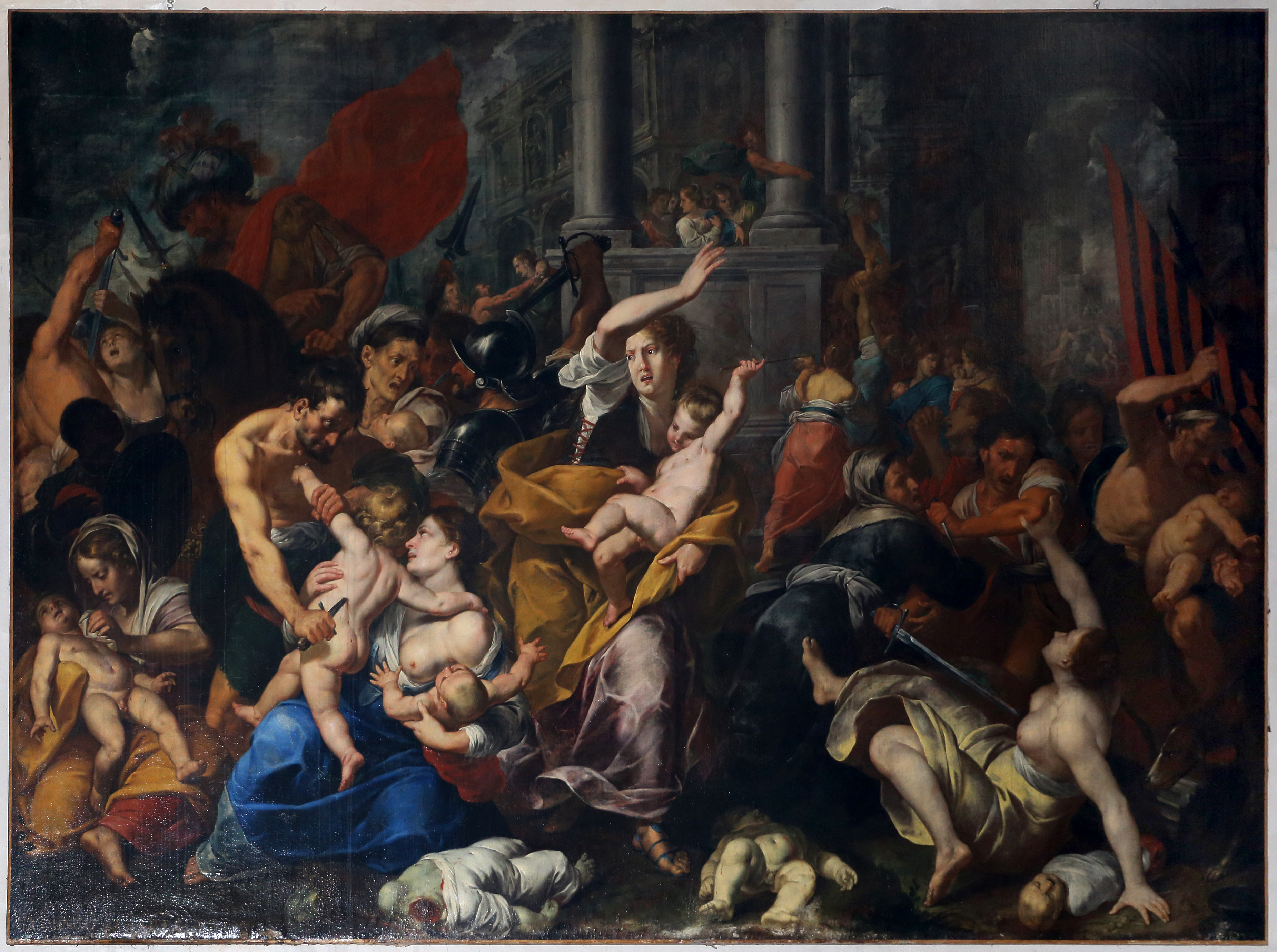
Дж. К. Сторер. Избиение вифлеемских младенцев. 1650-е гг. Капелла Торриани
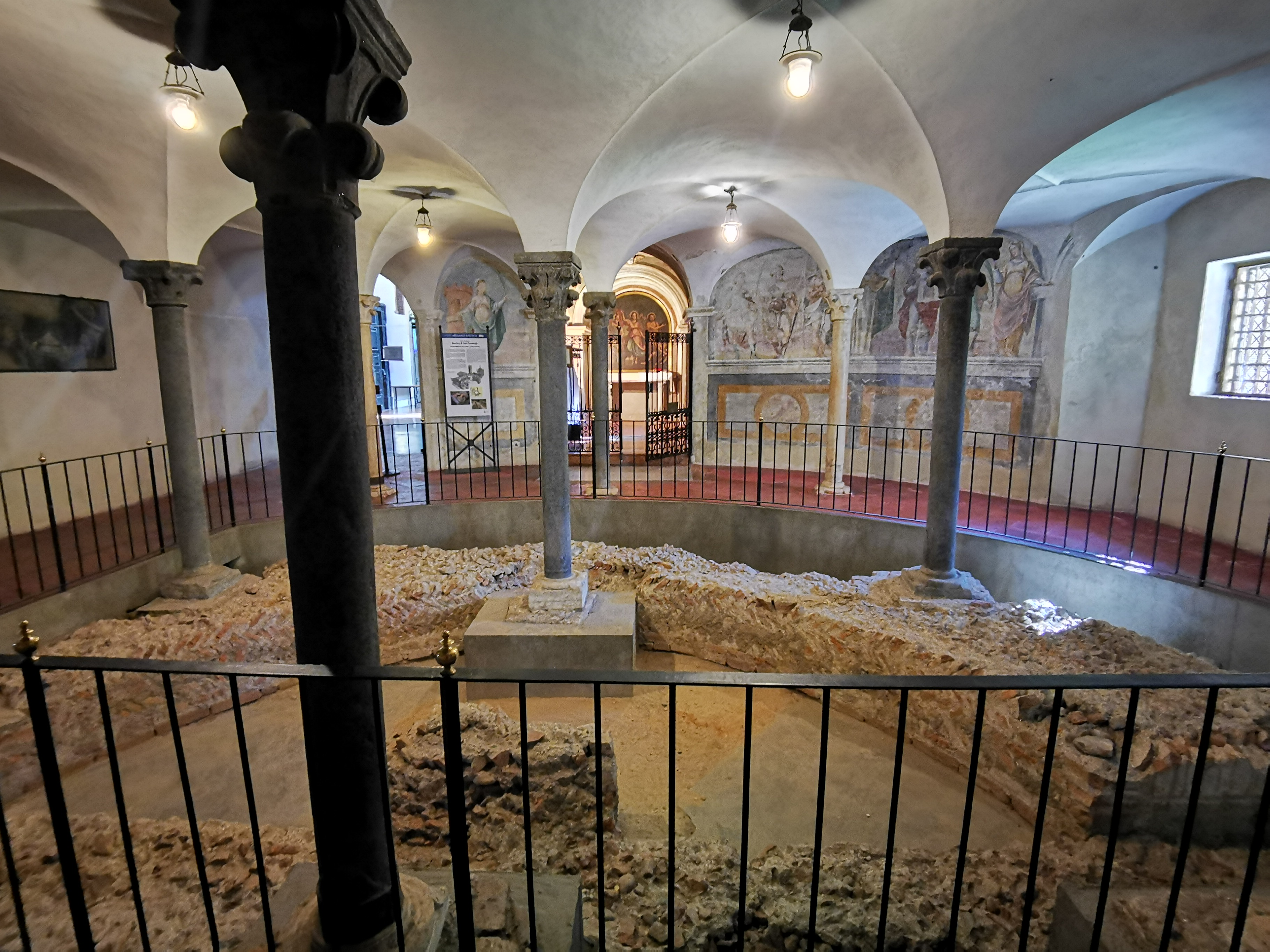
Раскопки раннехристианской крипты
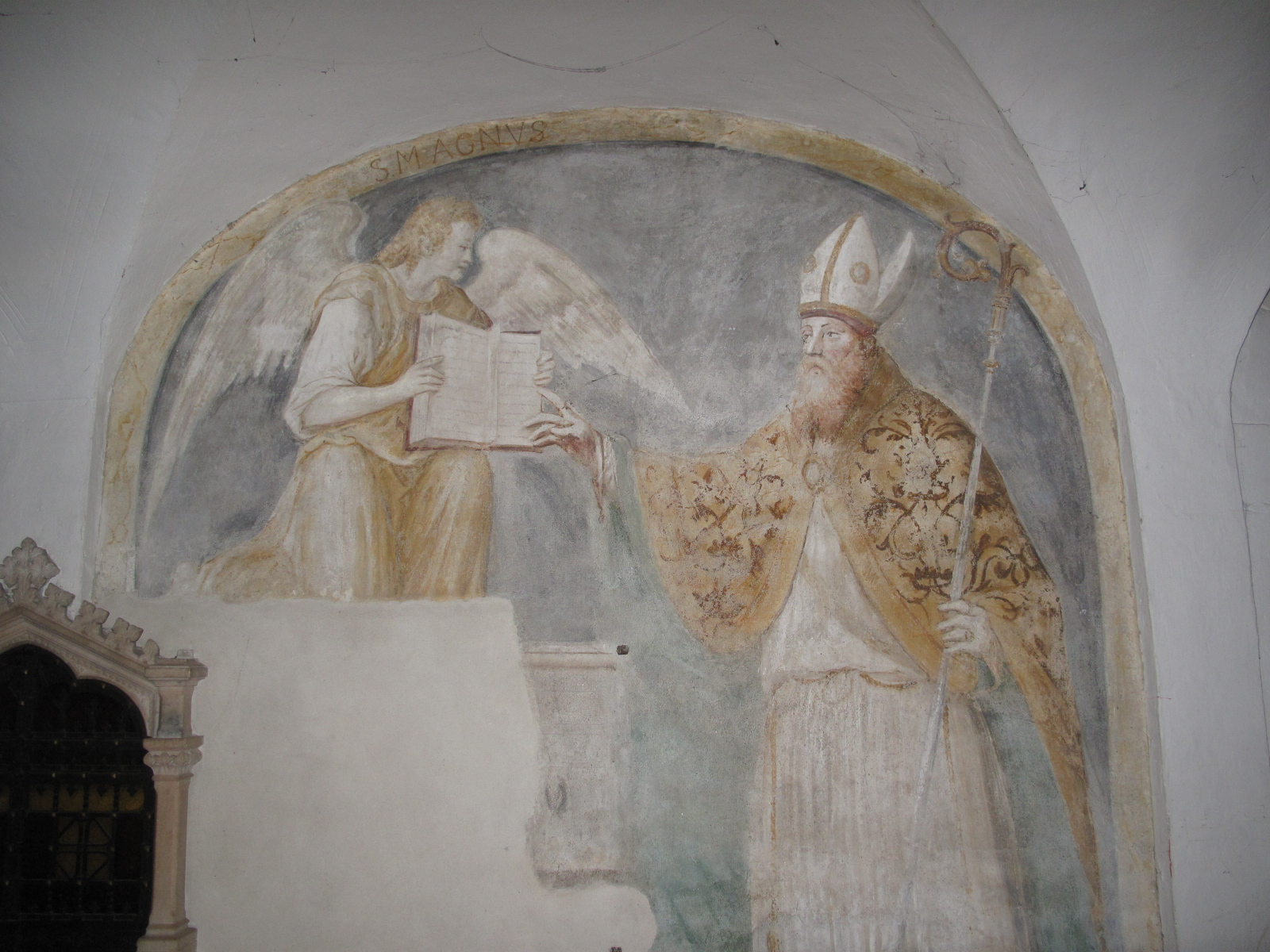
Святой Магнус, епископ Милана. XVI в. Фреска крипты